# پرواز ۸۳۰۳ هواپیمایی بین‌المللی پاکستان

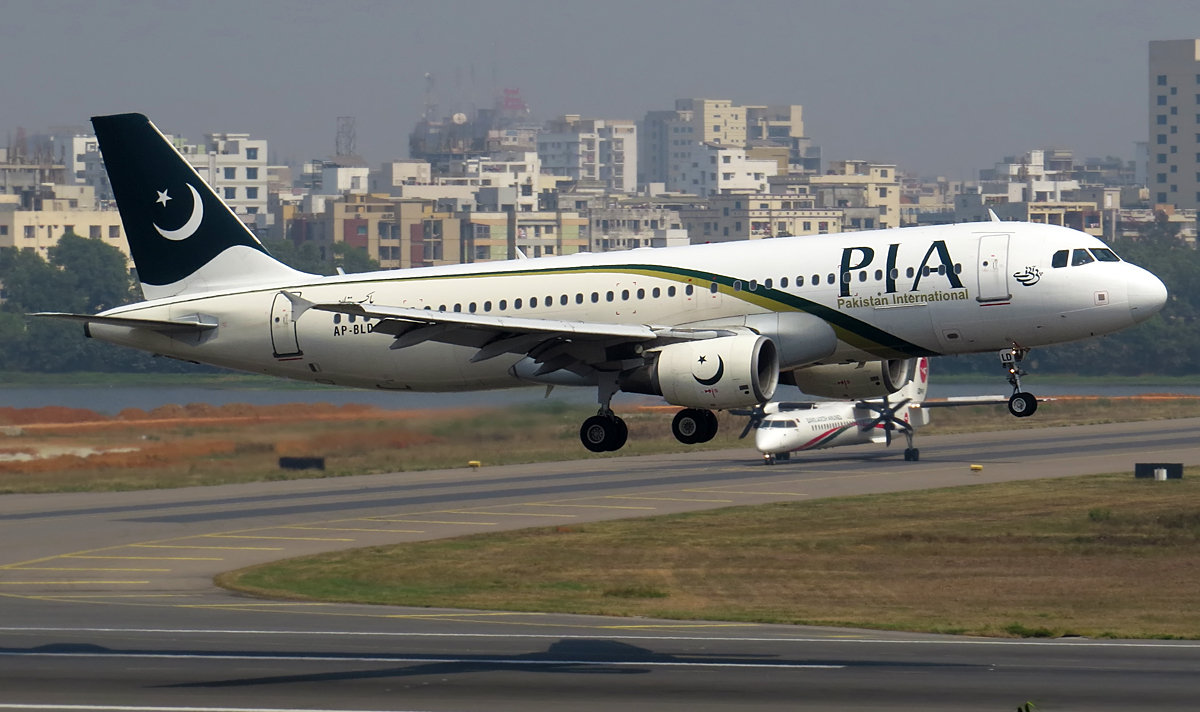

پرواز ۸۳۰۳ هواپیمایی بین‌المللی پاکستان یک پرواز داخلی برنامه‌ریزی شده از فرودگاه بین‌المللی اقبال لاهوری در لاهور به مقصد فرودگاه بین‌المللی جناح در کراچی بود که در ۲۲ مه ۲۰۲۰، ایرباس ای۳۲۰ در یک منطقه مسکونی پرجمعیت از کراچی دچار حادثه شده و سقوط کرد. دستکم ۹۷ نفر در این سانحه کشته شدند، ۹۹ مسافر و خدمه در این پرواز بوده‌اند.

## زمینه
این هواپیما ایرباس ای۳۲۰ بوده‌است که بین سال‌های ۲۰۰۴ تا ۲۰۱۴ در هواپیمایی شرقی چین خدمت می‌کرد.

## سرنشینان
| ملیت                | مسافر | خدمه | جمع |
| ------------------- | ----- | ---- | --- |
| پاکستان             | ۹۰    | ۸    | ۹۸  |
| ایالات متحده آمریکا | ۱     | ۰    | ۱   |
| جمع                 | ۹۱    | ۸    | ۹۹  |

خطوط هوایی بین‌المللی پاکستان جزئیات پرواز را منتشر کرد که ۹۹ سرنشین شامل ۵۱ مرد، ۳۱ زن، ۹ کودک و ۸ خدمه پرواز را از دو کشور نشان می‌دهد.